# 佐賀県道22号北茂安三田川線
佐賀県道22号北茂安三田川線（さがけんどう22ごう きたしげやすみたがわせん）は、佐賀県三養基郡みやき町から神埼郡吉野ヶ里町に至る県道（主要地方道）である。

## 概要
三養基郡みやき町大字江口から神埼郡吉野ヶ里町吉田に至る。
起点の豆津橋交差点は、筑後川にかかる豆津橋を渡ると福岡県久留米市に入る。そこから久留米市中心部方面へ行くことができるため、久留米市中心部方面から三養基郡上峰町や神埼郡吉野ヶ里町方面への最短経路となり、交通量は多い。起点付近と終点付近は郊外型大型店舗が点在している。一部で歩道がない区間がある。

### 路線データ
- 起点：佐賀県三養基郡みやき町大字江口（豆津橋交差点、国道264号交点、佐賀県道・福岡県道145号江口長門石江島線起点）
- 終点：佐賀県神埼郡吉野ヶ里町吉田（久留米分岐交差点、国道34号交点、佐賀県道334号吉野ヶ里公園線終点）

## 歴史
- 1954年（昭和29年）1月20日 - 建設省（現・国土交通省）が主要地方道久留米小城線を認定。
- 1955年（昭和30年）
  - 1月25日 - 福岡県が主要地方道久留米小城線を認定。
  - 2月1日 - 佐賀県が主要地方道久留米小城線を認定。
- 1964年（昭和39年）12月28日 - 建設省が県道久留米小城線の一部を小城北茂安線として主要地方道に指定。
- 1966年（昭和41年） - 佐賀県が主要地方道小城北茂安線を認定。
- 1993年（平成5年）5月11日 - 建設省から、県道小城北茂安線の一部が北茂安三田川線として主要地方道に指定される[1]。
- 1994年（平成6年）4月1日 - 佐賀県が主要地方道22号北茂安三田川線を認定。

## 路線状況

### 道路施設

#### 橋梁
- 通瀬橋（通瀬川、三養基郡みやき町）
- 西尾橋（寒水川、三養基郡みやき町）
- 中津隈橋（切通川、三養基郡みやき町）

## 地理

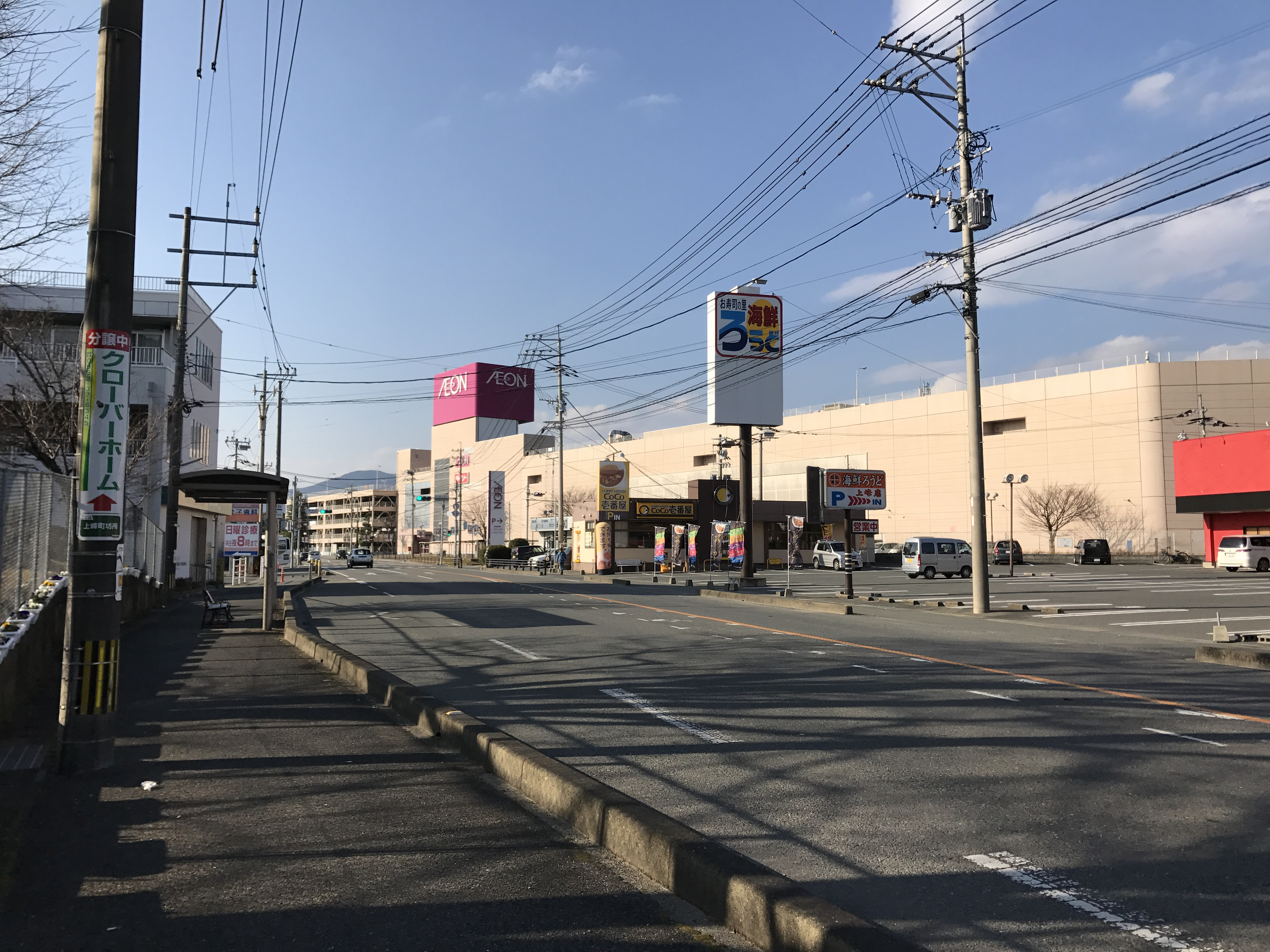
三養基郡上峰町
イオン上峰店付近（2019年2月28日閉店）

### 通過する自治体
- 三養基郡みやき町
- 三養基郡上峰町
- 神埼郡吉野ヶ里町

### 交差する道路
| 交差する道路                                      | 市町村名 | 市町村名   | 交差する場所 | 交差する場所            |
| ------------------------------------------------- | -------- | ---------- | ------------ | ----------------------- |
| 国道264号 佐賀県道・福岡県道145号江口長門石江島線 | 三養基郡 | みやき町   | 大字江口     | 豆津橋交差点 / 起点     |
| 佐賀県道277号江口東尾線                           | 三養基郡 | みやき町   | 大字江口     | 豆津北交差点            |
| 佐賀県道277号江口東尾線                           | 三養基郡 | みやき町   | 大字東尾     | 東尾交差点              |
| 佐賀県道280号中津隈原古賀線                       | 三養基郡 | みやき町   | 大字中津隈   | 板部交差点              |
| 佐賀県道・福岡県道133号坊所城島線                 | 三養基郡 | 上峰町     | 大字坊所     | 下津毛交差点            |
| 国道34号 佐賀県道334号吉野ヶ里公園線              | 神埼郡   | 吉野ヶ里町 | 吉田         | 久留米分岐交差点 / 終点 |

### 沿線
- 筑後川
- みやき町立北茂安小学校
- みやき町役場
- 道の駅かみみね